# Magdalena Santiago Fuentes
Magdalena de Santiago-Fuentes Soto (Cuenca, 7 de febrero de 1873-Madrid, 27 de junio de 1922) fue una pedagoga, escritora y traductora española.

## Biografía
Su padre, profesor y periodista en El Constitucional de Madrid se trasladó con su familia de Cuenca a Madrid, y luego a Logroño y a Burgos, ciudades en las que Magdalena hizo el Bachillerato. 
En 1890 empezó los estudios de Farmacia en la Universidad Central, solicitó su traslado a Facultad de Medicina de Valladolid pero tuvo que abandonarlos por la enfermedad de su padre.  Al quedar huérfana, comenzó a trabajar como telefonista. Perdió también a su hermana. Tras realizar estudios de Maestra de primera enseñanza Elemental y Superior en Huesca, así como el Grado Normal en la Escuela Normal Central de maestras de Primera Enseñanza de Madrid en apenas tres meses, volvió a Huesca donde ganó plaza de maestra de párvulos.
Cesó el 3 de junio de 1901 y ocupó una cátedra en la sección de Letras de la Escuela Normal de Barcelona; permutó la plaza un año después por la de la Escuela Normal de Madrid, donde impartió la asignatura de Historia de la Civilización, y después fue profesora de la Escuela de Estudios Superiores de Magisterio.
Fue becada por la Junta de Ampliación de Estudios para realizar estudios sobre la metodología en la Historia en Italia, Francia y Rumanía pero no llegó a disfrutarla por el estallido de la I Guerra Mundial. En 1916 fue vicepresidenta de la Sociedad para el estudio del niño.
Se casó con Antolín Sapelo. Murió el 27 de junio de 1922 de una repentina septicemia biliar.
Colaboró en las revistas y publicaciones periódicas: El Ramo, Huesca Moderna, La Lectura, Blanco y Negro, Nuevo Mundo, La Ilustración Española y Americana, Diario Universal, Labor Nueva, La Correspondencia de España, El Magisterio Español, El Eco de Santiago, La Basílica Teresiana, El Álbum Ibero-Americano, La Alhambra, La Lectura, El Gráfico, El Imparcial, La Escuela Moderna, Feminal, Diario de la Marina de La Habana o Renacimiento de Filipinas.

## Obras

### Pedagogía
- Nociones de Higiene y Economía Doméstica. Imp. Leandro Pérez, Huesca, 1896.
- En colaboración con Isabel Martínez Campos, Sencillo método de Corte para uso de las escuelas, Imp. de Leandro Pérez, Huesca, 1897.
- La Escuela y la Patria. Lecturas manuscritas. Imp. y Librería de Santiago Rodríguez, Burgos, 1899. Se reeditó  hasta 1943.[1]
- Su libro más destacado es el Compendio de historia de la civilización (1911), declarado de interés relevante por la Real Academia de la Historia.[2]
- Mercurio. Excursiones escolares. Lecciones amenas e instructivas acerca de los productos naturales elaborados, con aplicación a la vida humana en lo concerniente al alimento, al vestido y al hogar. Hijos de J. Jepús, Barcelona, 1913.
- Los grandes inventos explicados a los niños. Est. Editores de A. J. Bastinos. Barcelona, 1914. (Contiene: La imprenta, el papel, el grabado, la litografía y la fotografía. El carbón como auxiliar de los grandes inventos. El vapor. El gas, el alumbrado y el acetileno. La electricidad. El telégrafo. El teléfono. El fonógrafo. La navegación aérea).
- Alma infantil (Notas de una colonia escolar). Libro de lectura para las escuelas de niños y niñas. Sucursal de Hernando, Madrid, 1911.
- La cocina racional. Fórmulas y procedimientos. Biblioteca Hispania, Madrid, 1915
- Santa Teresa de Jesús. Ed. Ramón Sopena, Barcelona, 1919.
- Mi primer libro. Ed. Sopena, Barcelona, 1923.
- Vida de colegio (Novela infantil). Libro de lecturas para las escuelas de niños y niñas, Lib. Suc. de Hernando, Madrid, 1916.

### Ficción
- El tesoro de Abigail, narración de Tierra Santa. Friburgo de Brisgovia. Herder, Barcelona, 1989.
- Emprendamos nueva vida. Novela. Henrich y Cia. Barcelona, 1905.
- Cuentos orientales, Antonio J. Bastinos, Barcelona, 1908
- Aves de paso. Novela infantil. Talleres Tip. de L. Pérez, Huesca, 1909.
- Cuentos del sábado, Einsiedeln, Est. Benziger y Cia. Suiza, 1909. (Contiene: Ni-ju. La hucha rota. Pasión funesta. Mariem. Lilí. La Patria ante todo. Carta al cielo).
- Visión de vida. Novela. Abadía y Capapé, Zaragoza, 1909. También publicada por Cecilio Gasca, Librero, Zaragoza.
- La novela de la infancia. Hijos de Santiago Rodríguez, Burgos.
- Flores de loto. Cuentos arqueológicos. Friburgo de Brisgovia. Barcelona, Herder.
- O-Toyo. Novelita japonesa. Bastinos, Barcelona.

### Traducciones
- Bracco, Roberto: Muecas humanas, con prólogo de Carmen de Burgos -Colombine-, Ed. Sampere y Cia. Valencia, 1906.
- Key, Ellen: Amor y matrimonio, obra que también prologa. Imp. Henrich y Cia. Barcelona, 1907.
- Rossi, Pascual: Psicología colectiva morbosa. Carbonell y Esteva, Barcelona, 1908, con la colaboración de su hermana Carmen.
- Queyrat, Federico: La imaginación y sus variedades en el niño. Estudio de psicología experimental aplicada a la educación intelectual. Traducción de la tercera edición francesa. Lib. Suc. de Hernando, Madrid, 1910.